# Brachyramphus dunkeli
Brachyramphus dunkeli är en utdöd fågel i familjen alkor inom ordningen vadarfåglar. Den beskrevs 1990 utifrån fossila lämningar från pliocen funna i Kalifornien, USA.